# Type 054A
Le type 054A (code OTAN: classe Jiangkai II) ou type 054 (Jiangkai I) est une classe de frégates multirôles en service dans la marine chinoise.

## Type 054
Le Type 054 est une classe de frégates furtives largement inspirée des frégates La Fayette. Équipées de moteurs SEMT Pielstick, la Chine a acquis une licence pour produire localement ces moteurs à Shaanxi. La construction des deux premiers navires était bien avancée lorsque la décision fut prise d'annuler les futures commandes au profit du Type 054A.
Deux navires ont été admis en service en 2005 et sont actuellement en cours de rénovation.

### Caractéristiques du Type 054
- Déplacement de 3 900 tonnes
  - Armement :
- 1 canon de calibre 100mm Type 210
- 4 systèmes d'armes rapprochés AK-630

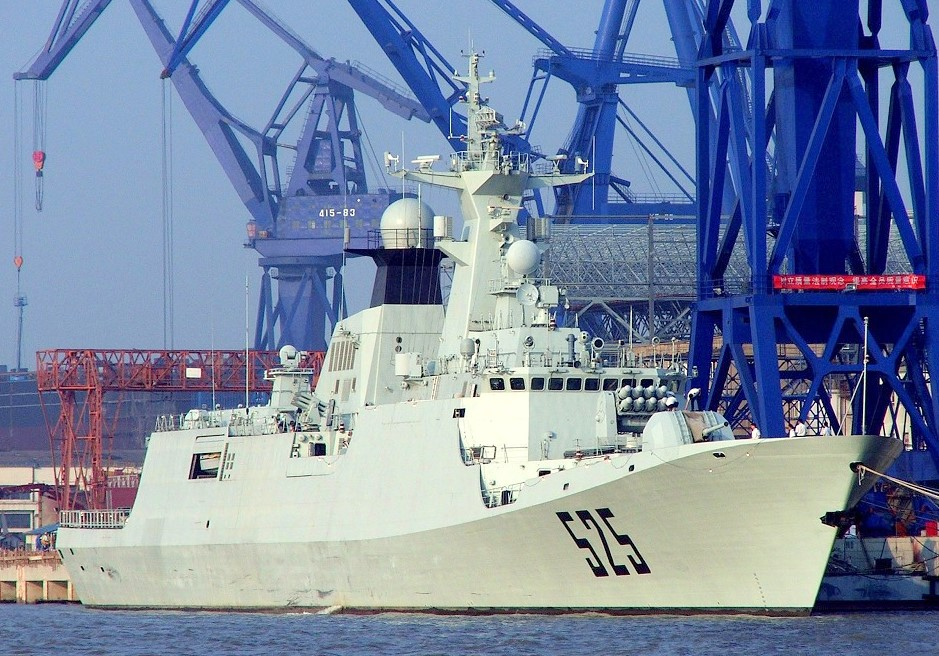
Frégate 马鞍山 525 Ma'anshan en 2010

- 1 Lance-missile pour 8 missiles antiaériens courte portée HHQ-7 (similaire au missile Crotale) d'une portée de 9 km
- 8 Silos pour 8 missiles antinavires YJ-83
- 6 Tubes lance-torpilles de diamètre 324 mm
  - Électronique
- Radar de veille aérienne Type 364 (en)
- Radar air/surface Type 360 (en)
- Radars de conduite de tir Type 344 (en)Type 347G (en) et Type 345 (en)
- Sonar de coque et hangar pour 1 hélicoptère

## Type 054A

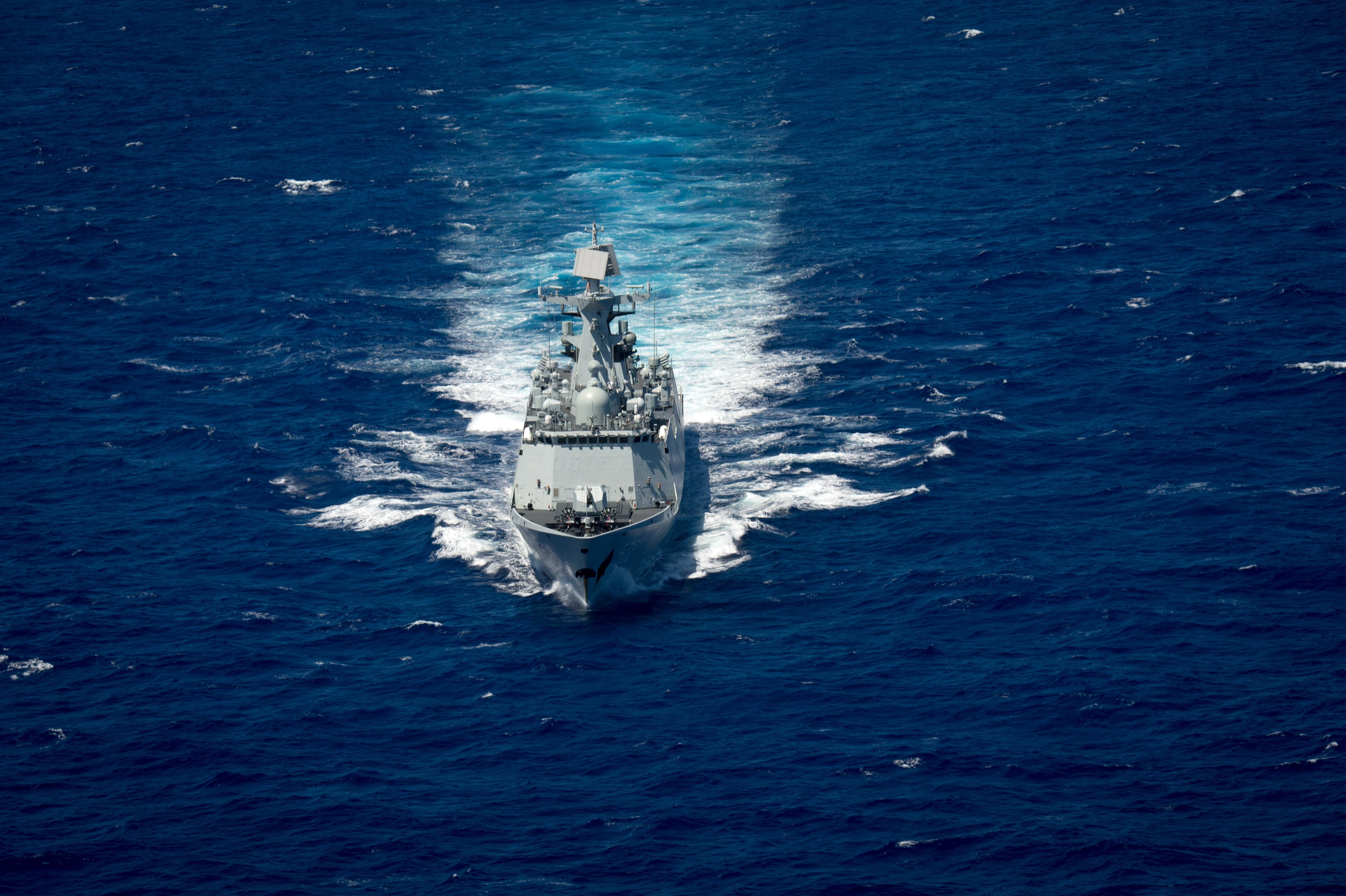
La frégate Hengshui (572) de face le 28 juillet 2016, en mer.

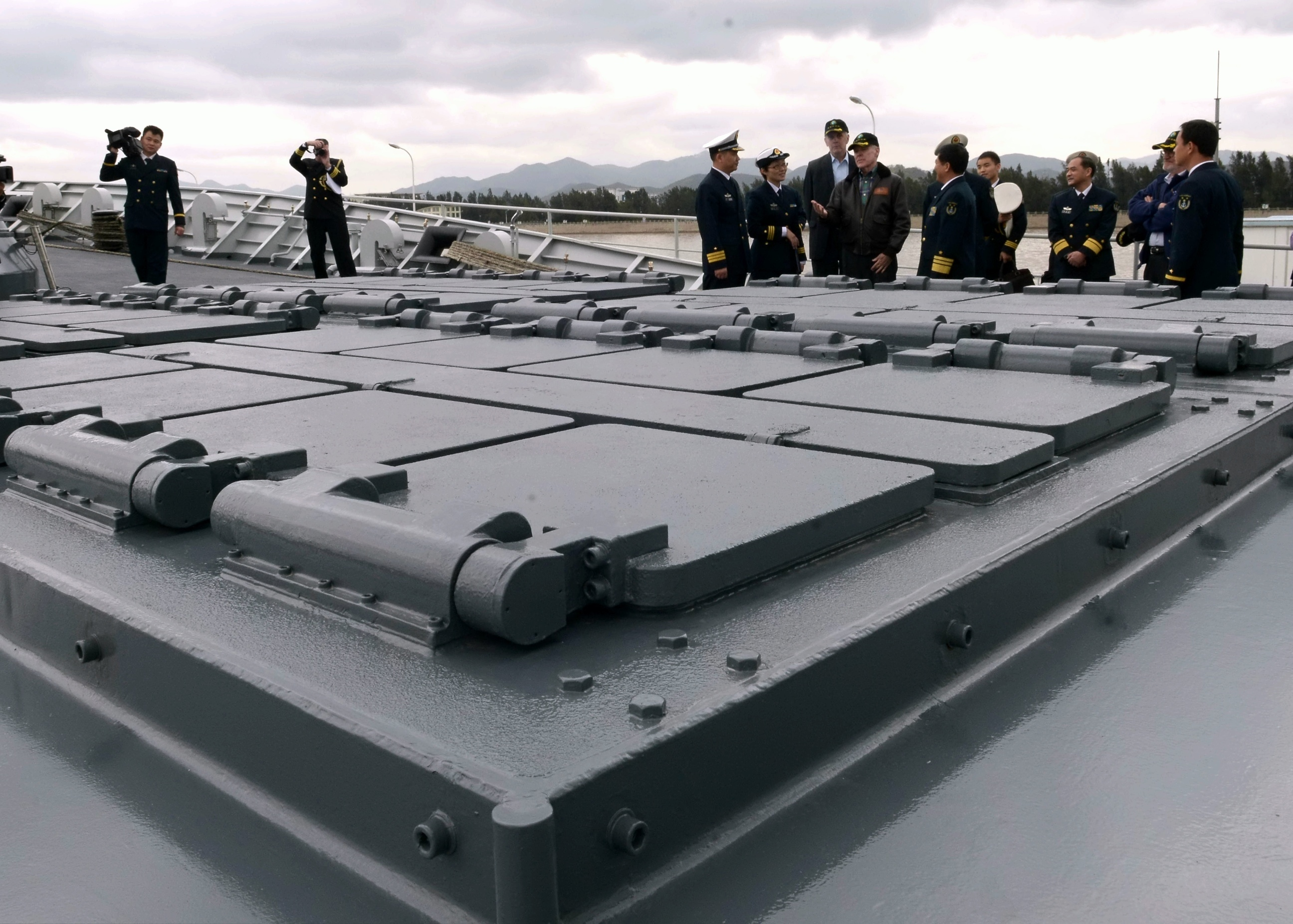
Les 32 VLS de la frégate Type 054A 530
徐州 Xuzhou.

Après le Type 054, la construction d'une nouvelle classe ayant pour mission « la lutte anti-sous-marine de flotte » a été lancée au chantier naval de Huangpu (Canton) en 2005. On a alors estimé à 24 le nombre de futurs navires dans cette classe.
Cette classe se distingue du Type 054 par une évolution dans son armement antiaérien. Le système de lancement pour missiles HQ-7 (12 km) est remplacé par un système de lancement vertical équipé de missiles HHQ-16 (40–70 km) permettant d'augmenter les capacités du navire (engagement plus rapide, facilité et portée accrue). En outre, le système d'armes rapproché AK-630 est remplacé par le Type 730 CIWS et le canon principal passe d'un calibre 100 mm a 76 mm. Cette réduction du calibre a été décidée afin d'augmenter la cadence de tir. Elle dispose également d'un système d'information permettant d'améliorer la maintenance.

### Type 054A+
Une variante améliorée est apparue en 2009 (054A+) à partir de la 17e unité.
Elle remplace le système d'arme rapproché Type 730 par le Type 1130 (11 000 coups par minute).
Deux nouveaux sonars de lutte anti-sous-marine sont installés à l'arrière du bâtiment, un passif remorqué(H/SJG-206 (en)) et une autre actif/passif à profondeur variable (H/SJD-311).
En 2015, des rumeurs d'une nouvelle commande de 8 navires porte le nombre prévu à 32 frégates. En janvier 2018, une source annonce que le programme finira après 30 coques - hors exportation -. Le successeur en propulsion tout électrique, le Type Type 054B, serait en construction à cette date.
Le 22 février 2019, la trentième et dernière frégate destinée à la marine chinoise entre en service.

## Engagements

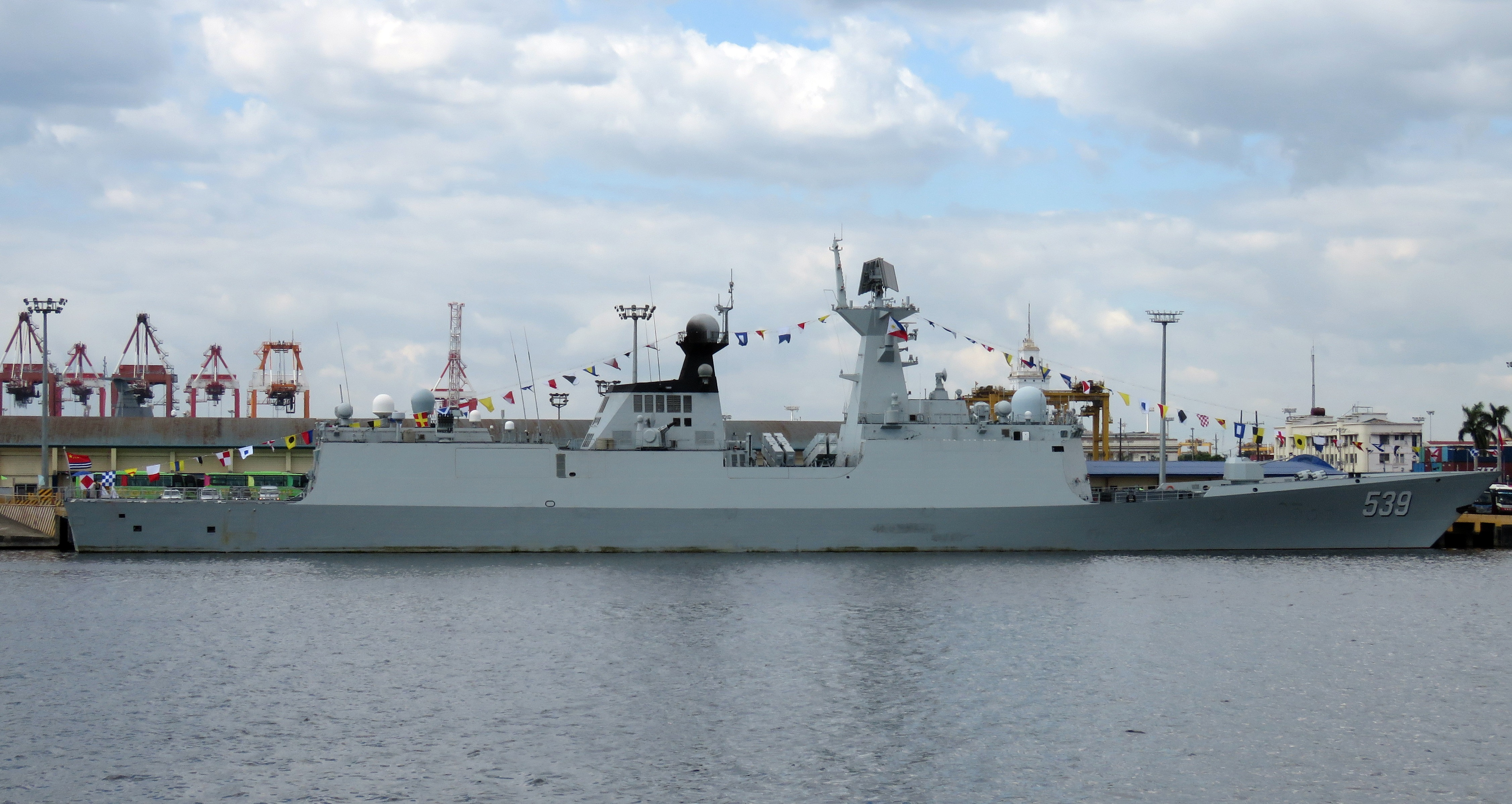
La frégate Wuhu (539) dans le port de Manille en janvier 2019.

Le premier engagement de cette classe est une opération d'escorte dans le golfe d'Aden réalisé par  la frégate Huangshan (FFG-570) en 2009 au sein de la 2e flottille d'escorte (Task Group 167). Depuis, des frégates de Type 054A sont régulièrement déployées dans le golfe d'Aden pour des opérations de lutte contre la piraterie.

## Export
En mars 2012, la marine algérienne commande 3 corvettes de 2 800 tonnes dérivés du type 054A (Classe C28A).
En février 2013 le gouvernement chinois a proposé de vendre à la Thaïlande trois frégates de type 054A pour 30 milliards de Bahts (1 milliard de dollars). Cependant, le gouvernement Thaïlandais a annoncé en avril 2013 la commande à la Corée du Sud d'une frégate Classe Gwanggaeto le Grand modifié pour 13 milliards de Bahts.
En 2015, la Russie aurait étudié l'acquisition de plusieurs Type 054A pour sa marine.
En juin 2018, le Pakistan a commandé un total de quatre Type 054AP devant être livrés à la Marine pakistanaise d'ici 2021.

## Liste des navires
30 sont entrés en service dans la marine chinoise en 2019.
| Rang         | Numéro   | Nom              | Constructeur | Lancement         | Entrée en service | Statut   |
| Type 054     | Type 054 | Type 054         | Type 054     | Type 054          | Type 054          | Type 054 |
| ------------ | -------- | ---------------- | ------------ | ----------------- | ----------------- | -------- |
| 1            | 525      | 马鞍山 Ma'anshan | Hudong       | 11 septembre 2003 | 18 février 2005   | Actif    |
| 2            | 526      | 温州 Wenzhou     | Huangpu      | 6 novembre 2003   | 26 septembre 2005 | Actif    |
| Type 054A    |          |                  |              |                   |                   |          |
| 1            | 529      | 舟山 Zhoushan    | Hudong       | 21 décembre 2006  | 3 janvier 2008    | Actif    |
| 2            | 530      | 徐州 Xuzhou      | Huangpu      | 30 septembre 2006 | 27 janvier 2008   | Actif    |
| 3            | 570      | 黄山 Huangshan   | Huangpu      | 19 mars 2007      | 13 mai 2008       | Actif    |
| 4            | 568      | 衡阳 Hengyang    | Hudong       | 23 mai 2007       | 30 juin 2008      | Actif    |
| 5            | 571      | 运城 Yuncheng    | Huangpu      | 8 février 2009    | 27 janvier 2010   | Actif    |
| 6            | 569      | 玉林 Yulin       | Hudong       | 28 avril 2009     | 1er février 2010  | Actif    |
| 7            | 548      | 益阳 Yiyang      | Huangpu      | 17 novembre 2009  | 26 octobre 2010   | Actif    |
| 8            | 549      | 常州 Changzhou   | Hudong       | 21 mai 2010       | 30 mai 2011       | Actif    |
| 9            | 538      | 烟台 Yantai      | Huangpu      | 24 août 2010      | 30 juillet 2011   | Actif    |
| 10           | 546      | 盐城 Yancheng    | Hudong       | 27 avril 2011     | 5 juin 2012       | Actif    |
| 11           | 572      | 衡水 HengShui    | Huangpu      | 21 mai 2011       | 9 juillet 2012    | Actif    |
| 12           | 573      | 柳州 Liuzhou     | Hudong       | 10 décembre 2011  | 26 décembre 2012  | Actif    |
| 13           | 547      | 临沂 Linyi       | Huangpu      | 13 décembre 2011  | 22 décembre 2012  | Actif    |
| 14           | 575      | 岳阳 Yueyang     | Huangpu      | 9 mai 2012        | 3 mai 2013        | Actif    |
| 15           | 550      | 潍坊 Weifang     | Hudong       | 9 juillet 2012    | 22 juin 2013      | Actif    |
| 16           | 574      | 三亚 Sanya       | Hudong       | 30 novembre 2012  | 13 décembre 2013  | Actif    |
| Type 054A(+) |          |                  |              |                   |                   |          |
| 17           | 577      | 黄冈 Huanggang   | Hudong       | 28 avril 2013     | 16 janvier 2015   | Actif    |
| 18           | 576      | 大庆 Daqing      | Huangpu      | 8 octobre 2013    | 16 janvier 2015   | Actif    |
| 19           | 578      | 扬州 Yangzhou    | Hudong       | 30 septembre 2013 | 21 septembre 2015 | Actif    |
| 20           | 579      | 邯郸 Handan      | Huangpu      | 26 juillet 2014   | 16 août 2015      | Actif    |
| 21           | 532      | 荆州 Jingzhou    | Hudong       | 22 janvier 2015   | 5 janvier 2016    | Actif    |
| 22           | 531      | 湘潭 Xiangtan    | Huangpu      | 19 mars 2015      | 24 février 2016   | Actif    |
| 23           | 515      | 滨州 Binzhou     | Hudong       | 13 décembre 2015  | 29 décembre 2016  | Actif    |
| 24           | 536      | 许昌 Xuchang     | Huangpu      | 30 mai 2016       | 23 juin 2017      | Actif    |
| 25           | 539      | 芜湖 Wuhu        | Hudong       | 8 juin 2016       | 29 juin 2017      | Actif    |
| 26           | 598      | 日照 Rizhao      | Huangpu      | 1er avril 2017    | 12 janvier 2018   | Actif    |
| 27           | 599      | 安阳 Anyang      | Hudong       | 28 mars 2017      | 12 mars 2018      | Actif    |
| 28           | 500      | 咸宁 Xianning    | Huangpu      | 22 septembre 2017 | 28 août 2018      | Actif    |
| 29           | 601      | 南通 Nantong     | Hudong       | 16 décembre 2017  | 23 janvier 2019   | Actif    |
| 30           | 542      | 枣庄 Zaozhuang   | Huangpu      | 30 juin 2018      | 22 février 2019   | Actif    |